# Minbar
En minbar er en prædikestol (talerstol i moskéen), hvorfra imamen holder sin prædiken (khutba), når der er fredagsbøn.
Minbaren er placeret til højre for mihrab vinkelret på Qiblavæggen. Minbaren har sit historiske forbillede i profeten Muhammeds prædikestol i hans hjem i Medina, tre trin ledende op til en platform.
Minbaren kan have mange udformninger og er typisk udført i enten træ eller sten, og have en rig dekoration i form af geometriske eller florale motiver.
- Wikimedia Commons har flere filer relateret til Minbar

| Religion | Spire Denne religionsartikel er en spire som bør udbygges. Du er velkommen til at hjælpe Wikipedia ved at udvide den. |